# Gnome et Rhône CV2
Pour les articles homonymes, voir CV2.
La Gnome et Rhône CV2 est une moto du constructeur français Gnome et Rhône produite de 1932 à 1939, souvent comme side-car.

## Technologie

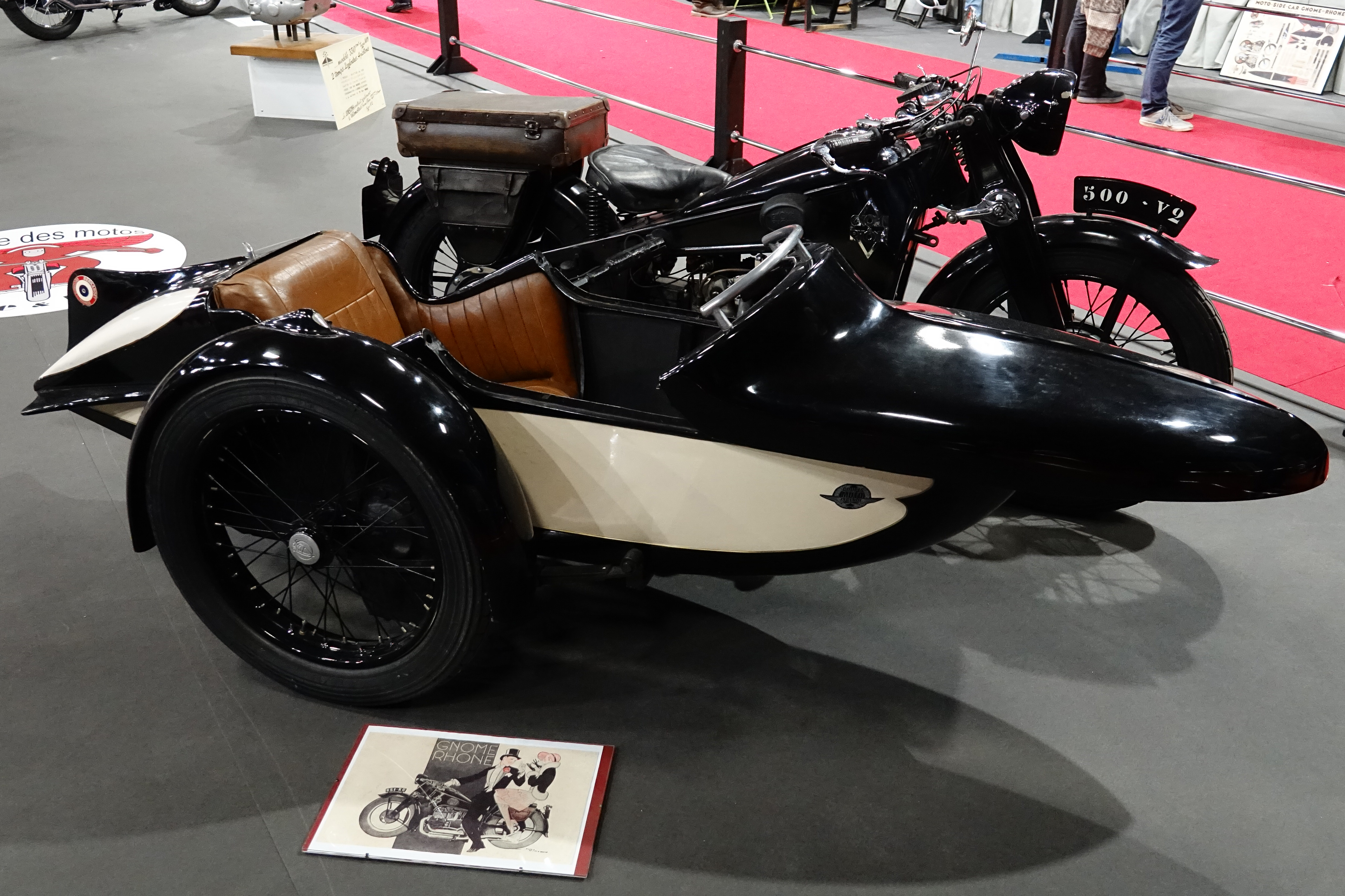
Un side-car Gnome et Rhône V2, dont la dérive la CV2 culbutée.

Le modèle CV2 est un dérivé de la moto Gnome et Rhône V2 sortie en 1930, dont le moteur bicylindre (d'où le nom V2) est remplacé par un nouveau moteur à soupapes culbutées (d'où le C).

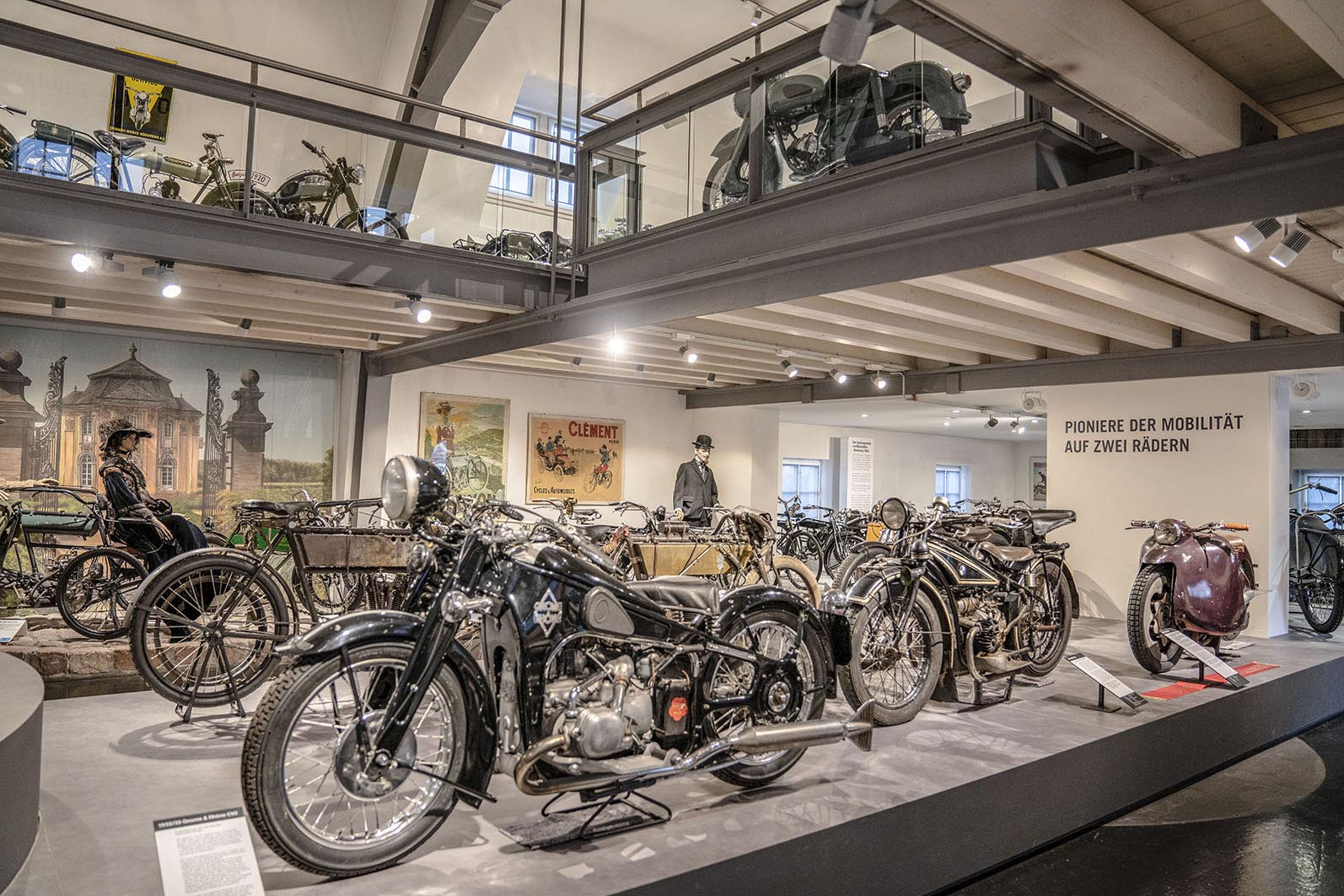
Gnome et Rhône CV2 (au premier plan) dans un musée allemand.

Le moteur a deux cylindres à plat super carrés de 72 × 60 mm. Puissante, la CV2 atteint, sans side-car, 130 km/h à 6 500 tr/min. En 1936, la boîte de vitesses à trois rapports est remplacée par une boîte de vitesses à quatre rapports.
Présentée aux Mines le 6 septembre 1932, la CV2 est produite de 1932 à 1939.

## Utilisation
Le side-car CV2 est adopté en 1933 par la Cavalerie française notamment par les dragons portés (avec side-car Bernardet type « estafette »), bien que son rôle soit ensuite repris par les motos tous terrains plus puissantes, comme la Gnome et Rhône XA. Quelques CV2 en version side-car sont également utilisées par les polices routières, comme celle de Seine-et-Oise.